# Ust-Sakhrai
Ust-Sakhrai - Усть-Сахрай (rus) és un possiólok de la República d'Adiguèsia, a Rússia. Es troba a la confluència del riu Dakh i el seu afluent Sakhrai, a 35 km al sud-est de Tulski i a 47 km al sud de Maikop.
Pertany al municipi de Dàkhovskaia.